# Demie-Jade Resztan
Demie-Jade Resztan (ur. 28 grudnia 1996 r. w Cambridge) – angielska bokserka, brązowa medalistka mistrzostw świata, wicemistrzyni Europy.

## Kariera
W sierpniu 2019 zdobyła srebrny medal w kategorii do 48 kg podczas mistrzostw Europy w Alcobendas, przegrywając jednogłośnie na punkty w finałowym pojedynku z Rosjanką Juliją Czumgałakową. W październiku tego samego roku zdobyła brązowy medal mistrzostw świata w Ułan Ude. W półfinale przegrała z Rosjanką Jekatieriną Palcewą.